# Малетин, Роман Сергеевич
Роман Сергеевич Малетин (род. 11 августа 1984 года) — российский пловец в ластах, заслуженный мастер спорта России.

## Карьера
Роман тренируется у ЗТР Александра Салмина. Специализируется на плавании в ластах на длинные дистанции, а также в эстафете. Многократный чемпион России, Европы и мира.
Работает спортсменом-инструктором отделения подводного спорта Новосибирского Центра высшего спортивного мастерства.